# Tinh vân Nhện Đỏ
Tinh vân Tarantula hay tinh vân Nhện Đỏ (hay còn được biết đến với tên gọi 30 Doradus) là một vùng H II nằm trong đám mây Magellan lớn. Khoảng cách của nó với chúng ta là khoảng xấp xỉ 165000 năm ánh sáng. Nhà thiên văn học người Pháp Nicolas-Louis de Lacaille quan sát nó lần đầu tiên trong suốt hành trình đi mũi Hảo Vọng từ 1751 đến năm 1753.

## Khám phá
Cấp sao biểu kiến của nó là 8 và dựa vào các dữ liệu thu được thì khoảng cách xấp xỉ của nó với chúng ta là 49000 parsec (160000 năm ánh sáng). Nó là một thiên thể cực sáng không có ngôi sao nào, nó sáng đến mức mà nếu nó ở khoảng cách gần với chúng ta như tinh vân Lạp Hộ thì nó sẽ tạo ra một bóng đen có thể nhìn thấy được. Nó là một trong những vùng sao nổ hoạt động tích cực nhất được biết đến là nằm trong nhóm Địa phương và cũng là một trong những vùng H II rộng nhất trong nhóm thiên hà này với đường kính từ 200 đến 570 parsec. Và bởi vì kích thước lớn đến vậy nên thi thoảng được khẳng định là vùng H II lớn nhất từng được biết mặc dù còn có những vùng H II khác rộng hơn như NGC 604 trong thiên hà Tam Giác.
Có một siêu tân tinh được quan sát là xảy ra ở vùng rìa của thiên thể này tên là SN 1987A. Nó là siêu tân tinh gần nhất được quan sát thấy từ khi kính thiên văn được phát minh.

## Dữ liệu hiện tại
Theo như quan sát, đây là thiên thể nằm trong chòm sao Kiếm Ngư và dưới đây là một số dữ liệu khác:
Xích kinh 05h 38m 38s
Độ nghiêng −69° 05.7′
Cấp sao biểu kiến 8
Kích thước biểu kiến 40′ × 25′

## Bộ sưu tập

Cảnh quan vũ trụ của các cụm sao, các đám mây khí phát sáng và tàn tích rải rác của các vụ nổ siêu tân tinh trong Tinh vân Nhện Đỏ[9]
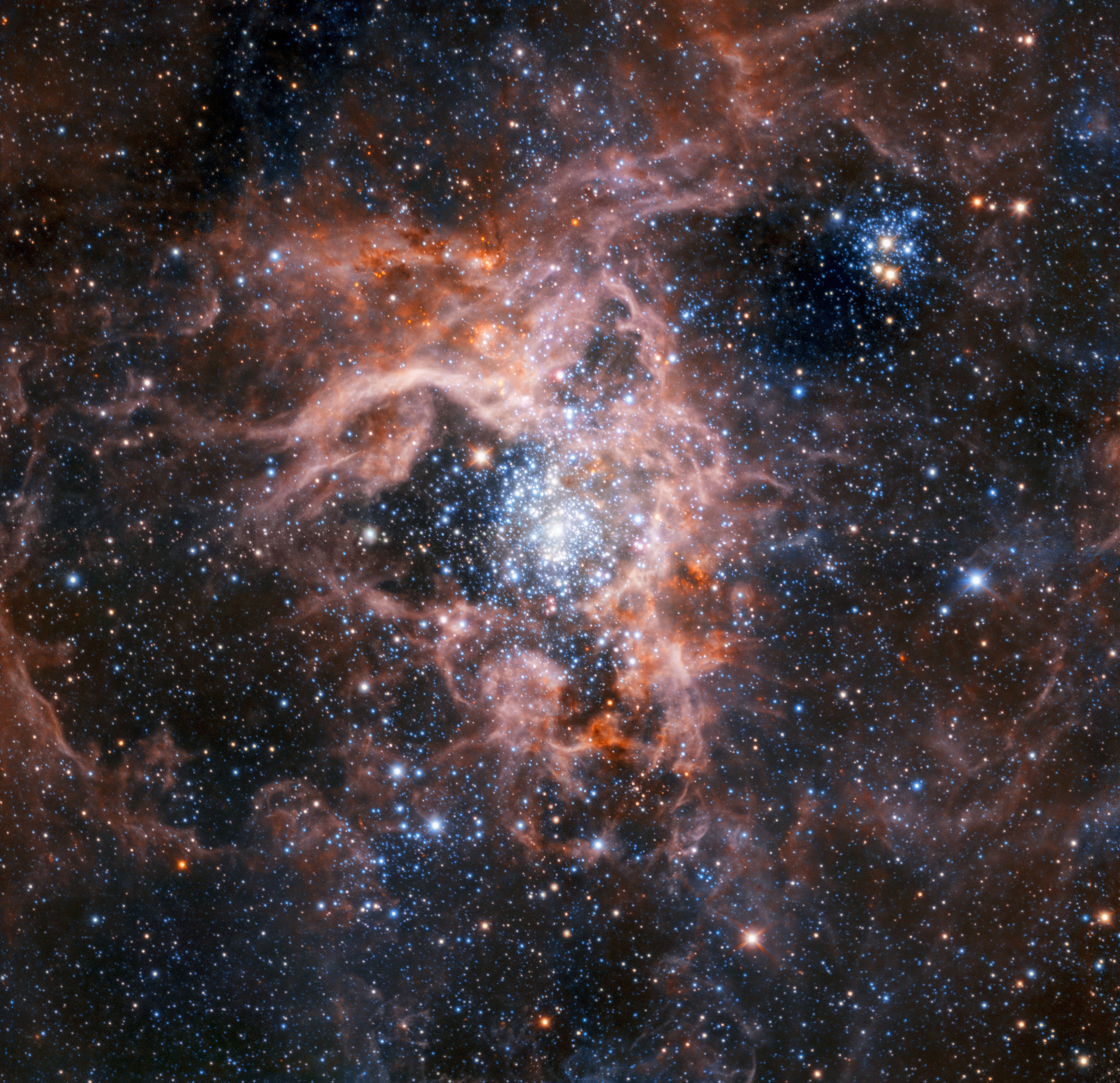
Khu vực tinh vân Nhện Đỏ được chụp ảnh bằng HAWK-I
Chế độ xem Toàn cảnh của Hubble về Vùng hình thành Sao trong Siêu sao được gọi là R136
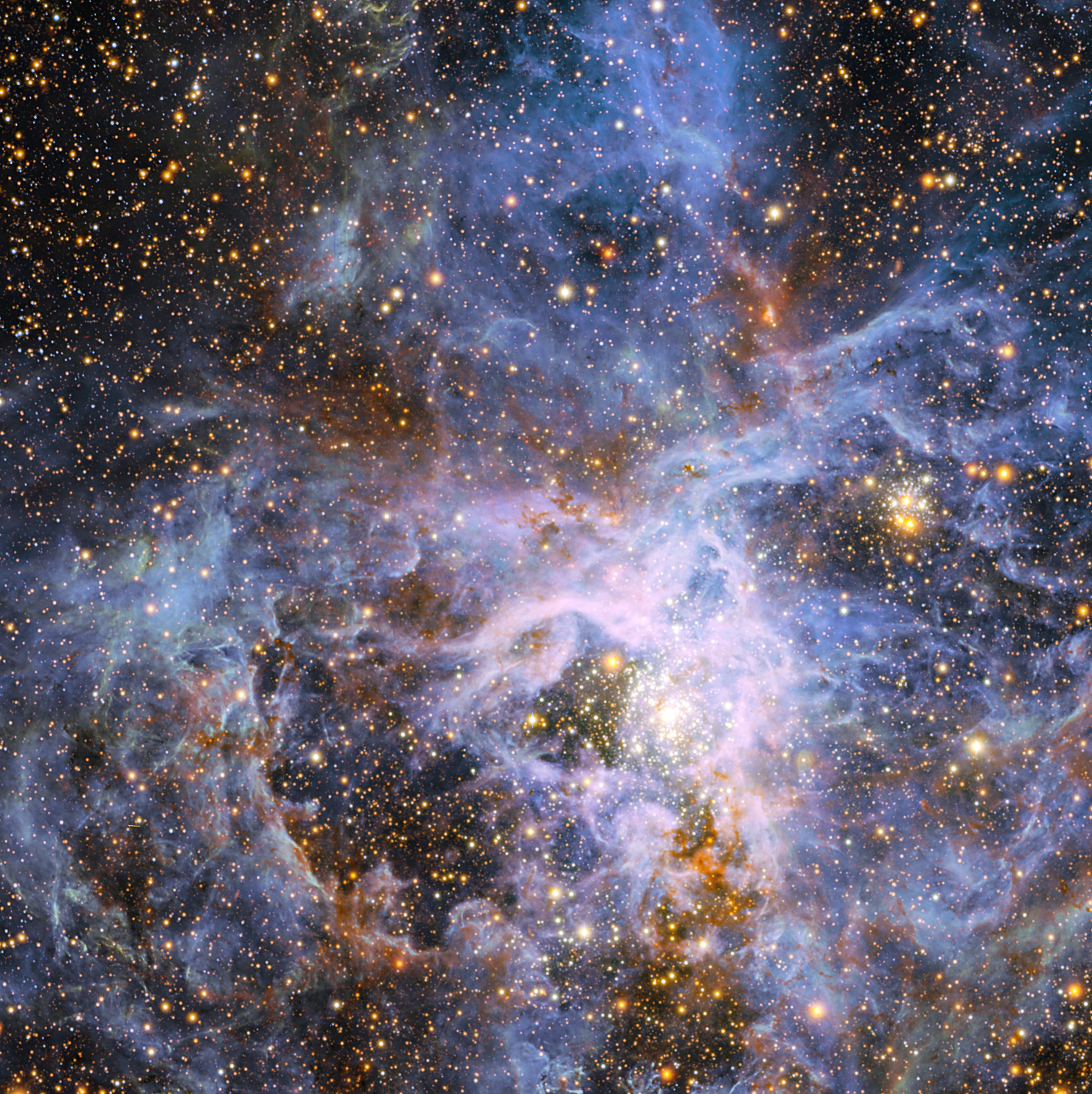
Ngôi sao sáng VFTS 682 trong Đám mây Magellan Lớn (Credit: Tổ chức Nghiên cứu thiên văn châu Âu tại Nam Bán cầu et al.)
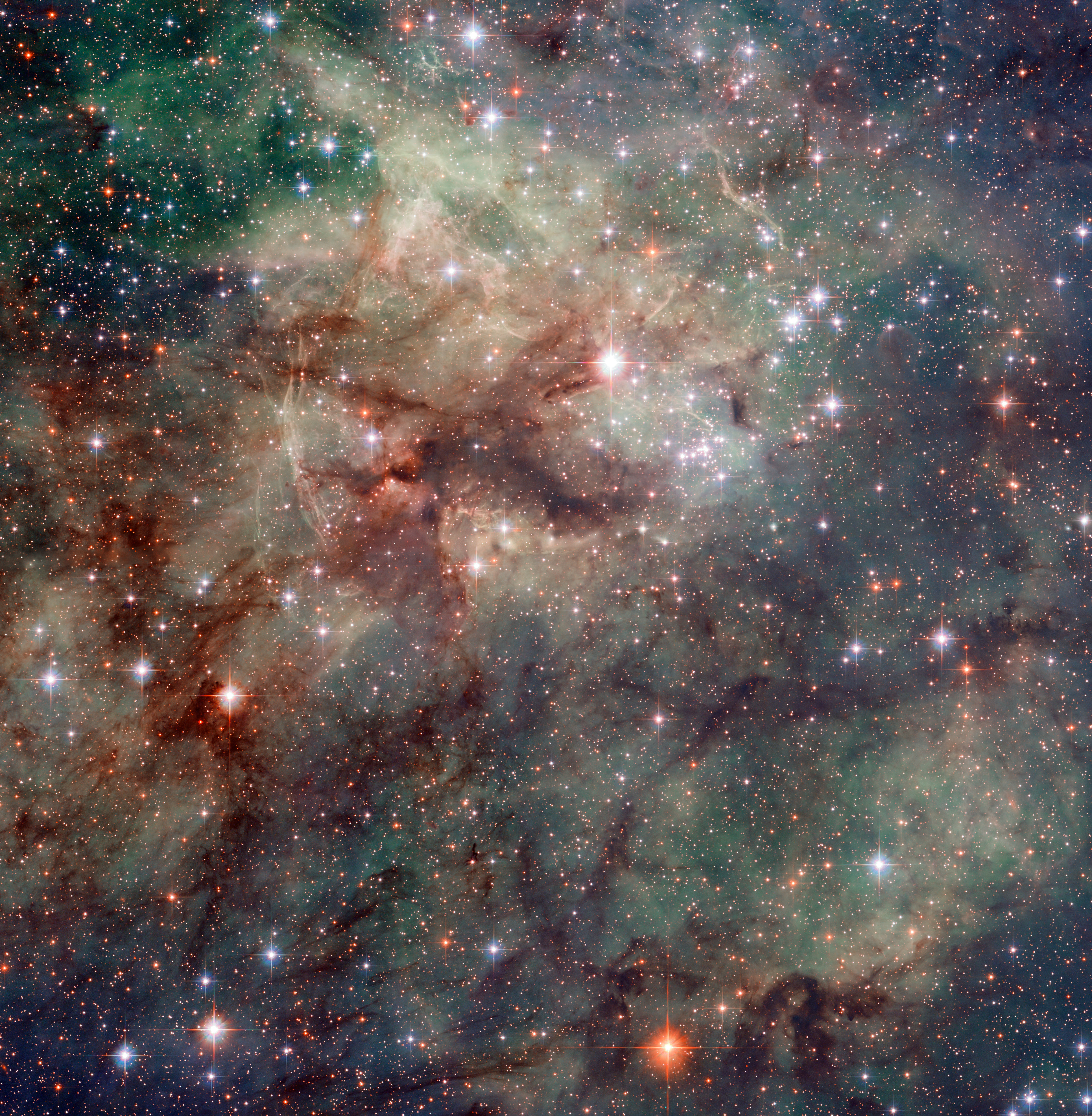
Cận cảnh Tinh vân Nhện Đỏ
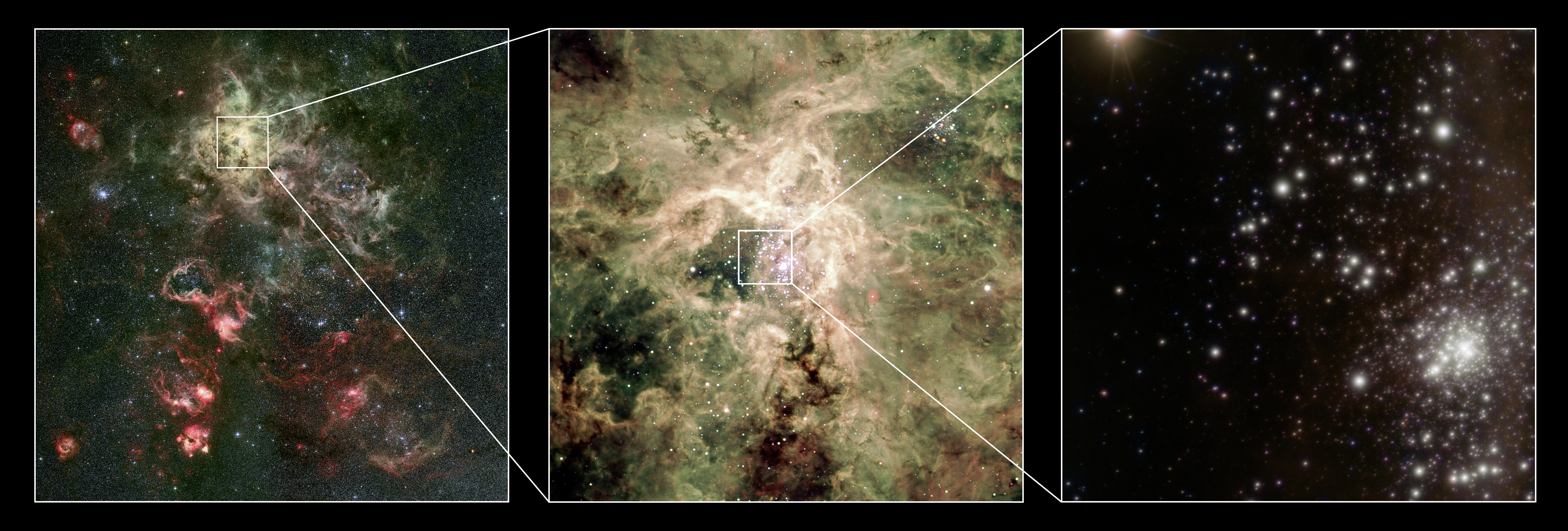
RMC 136a
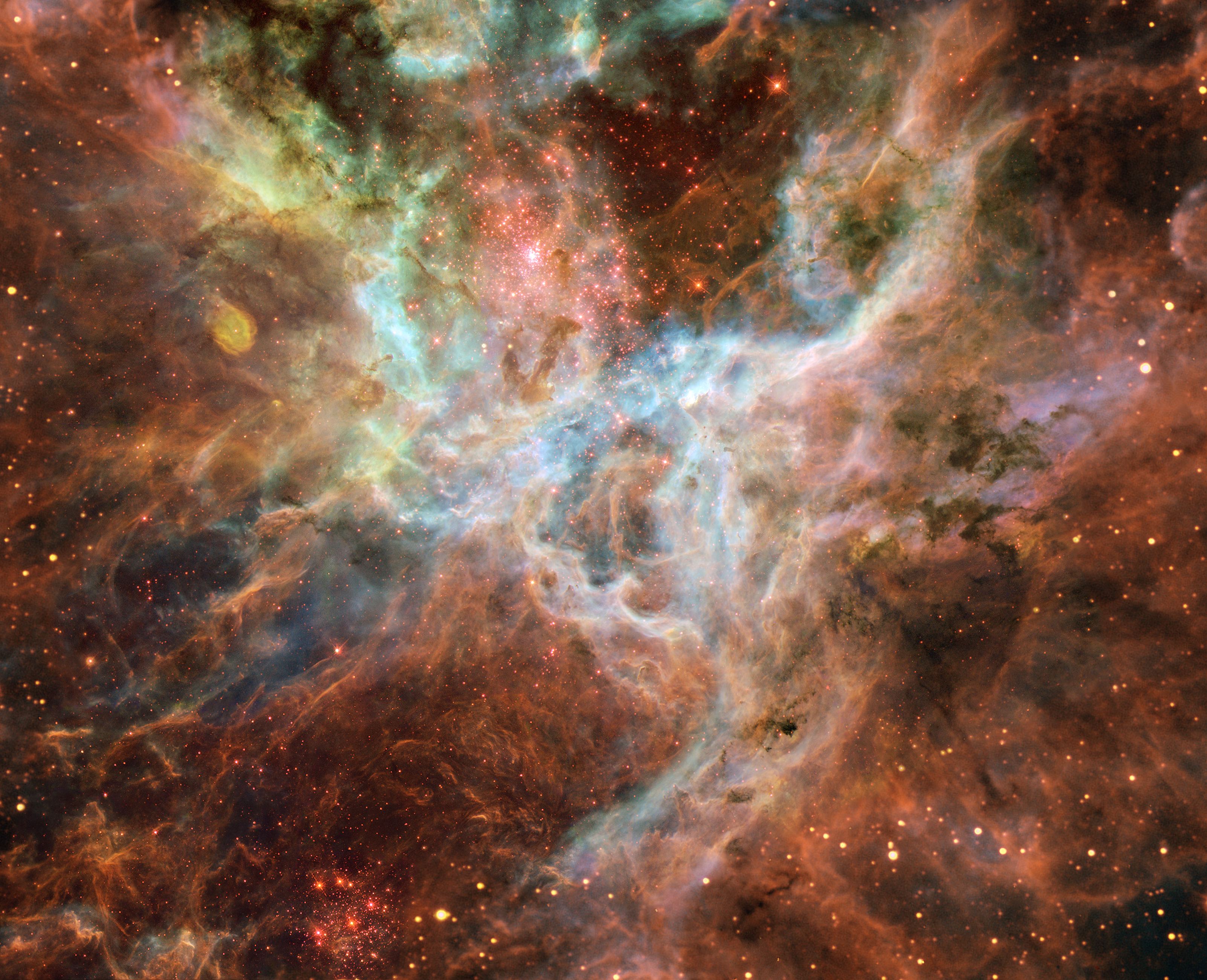
Vùng trung tâm của Tinh vân Tarantula từ Kính viễn vọng không gian Hubble (Credit: NASA/Cơ quan Vũ trụ châu Âu/Danny LaCrue)
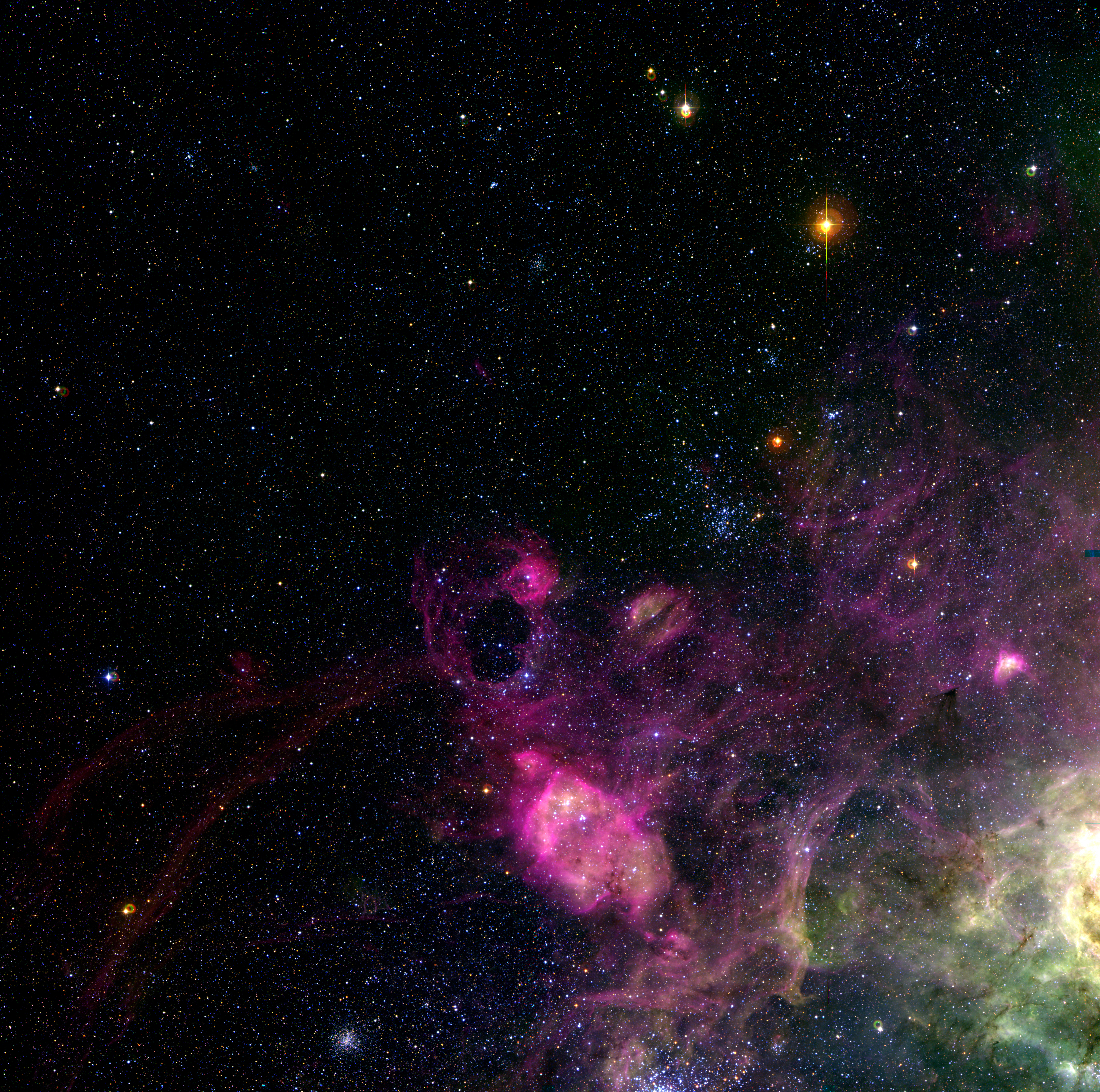
Vùng LMC gần Tinh vân Nhện Đỏ
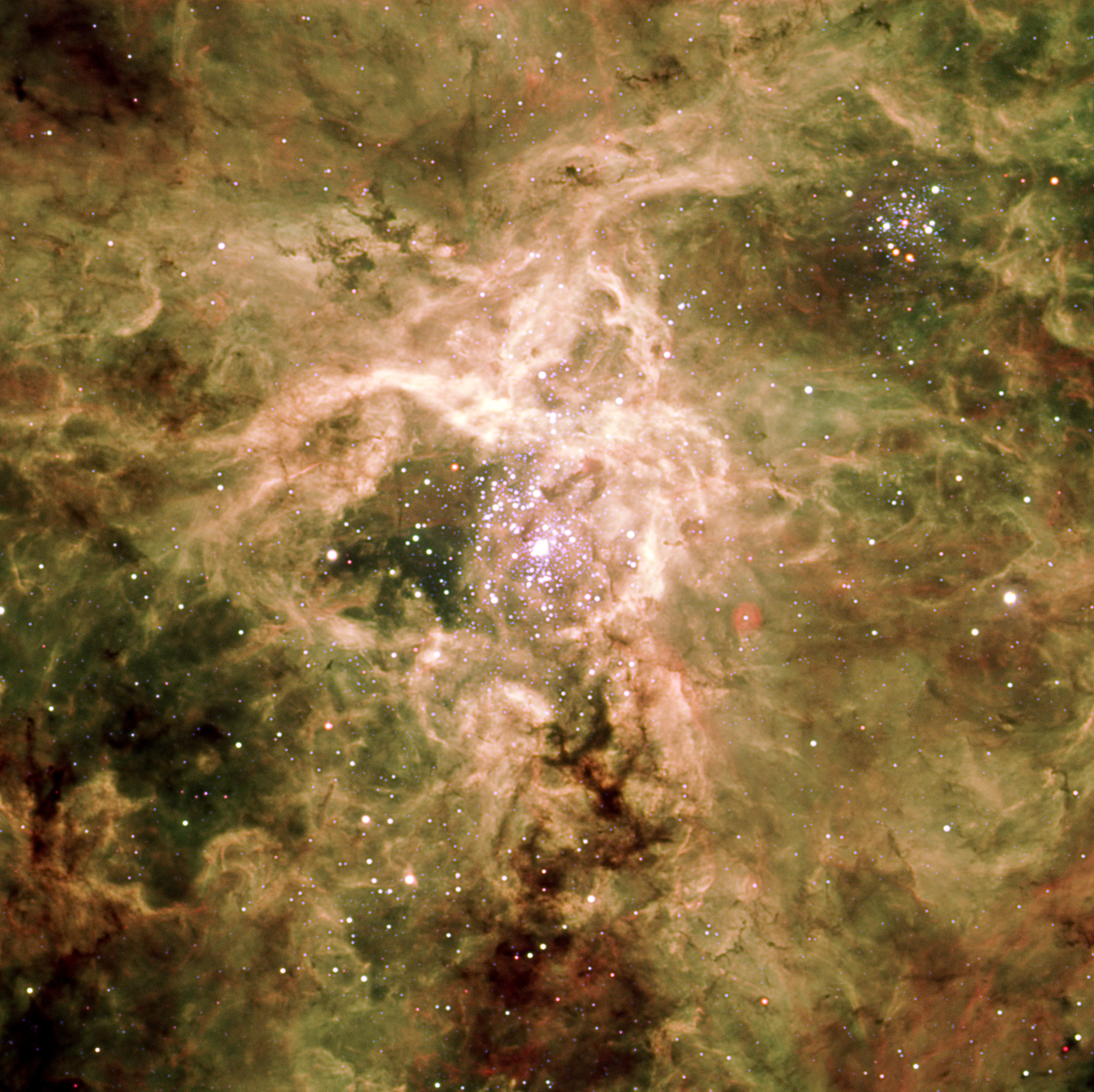
Trái tim của Tinh vân Nhện Đỏ: R136 nằm ở trung tâm của hình ảnh; Hodge 301 ở phía trên bên phải (Credit: ESO)
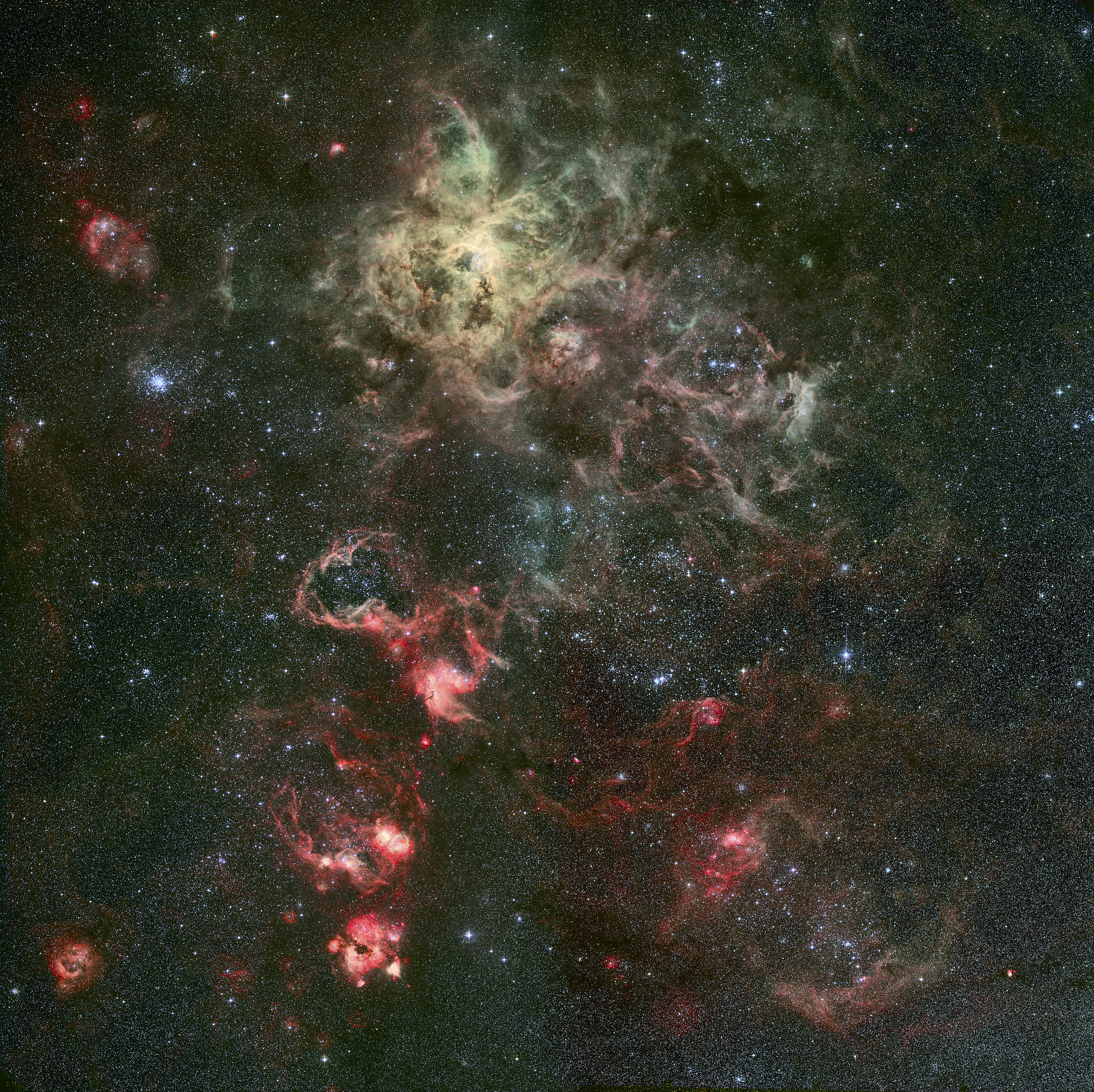
Tinh vân Nhện Đỏ và môi trường xung quanh nó (Credit: ESO)
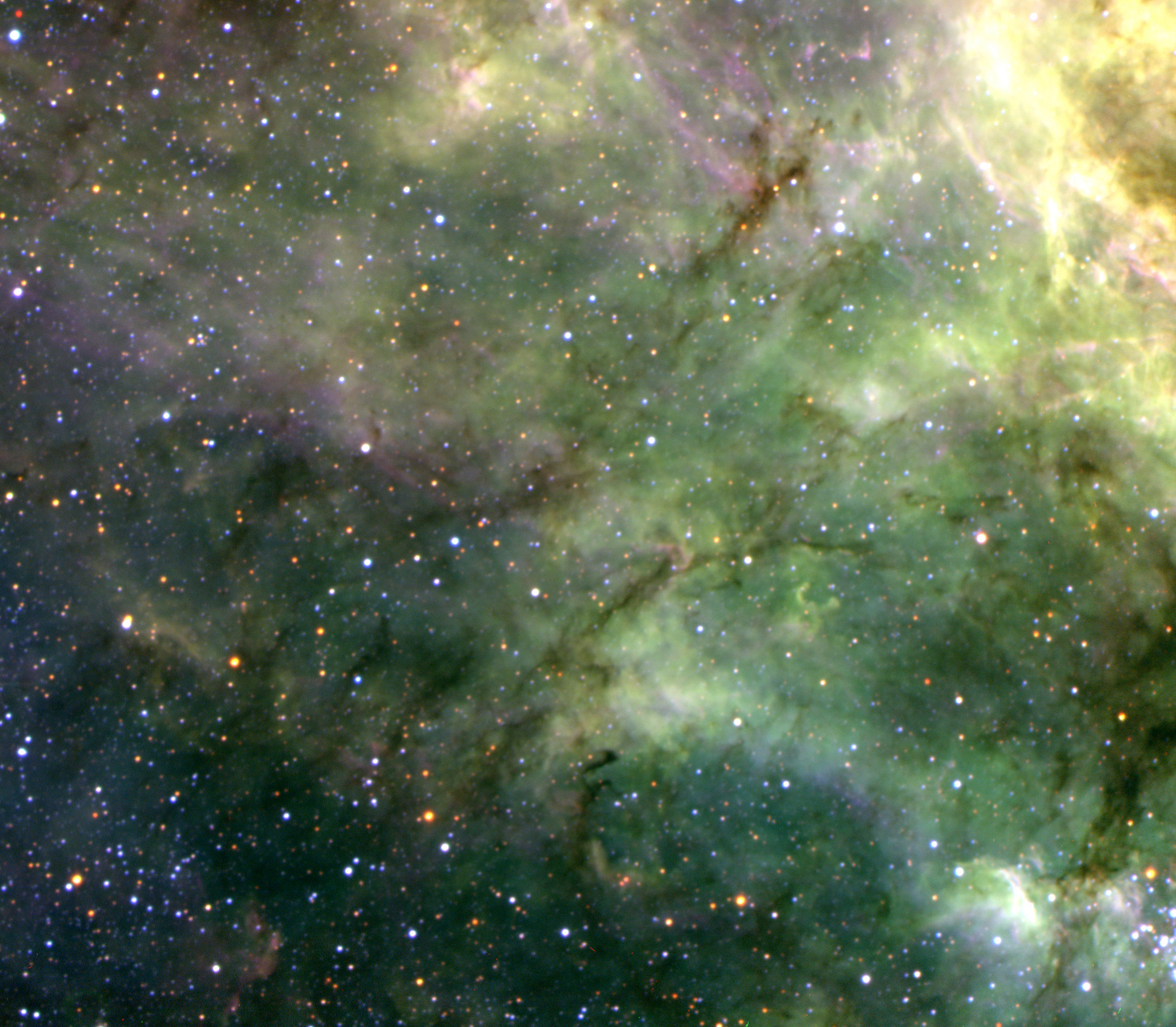
Tinh vân Nhện Đỏ trong LMC (Credit: ESO)
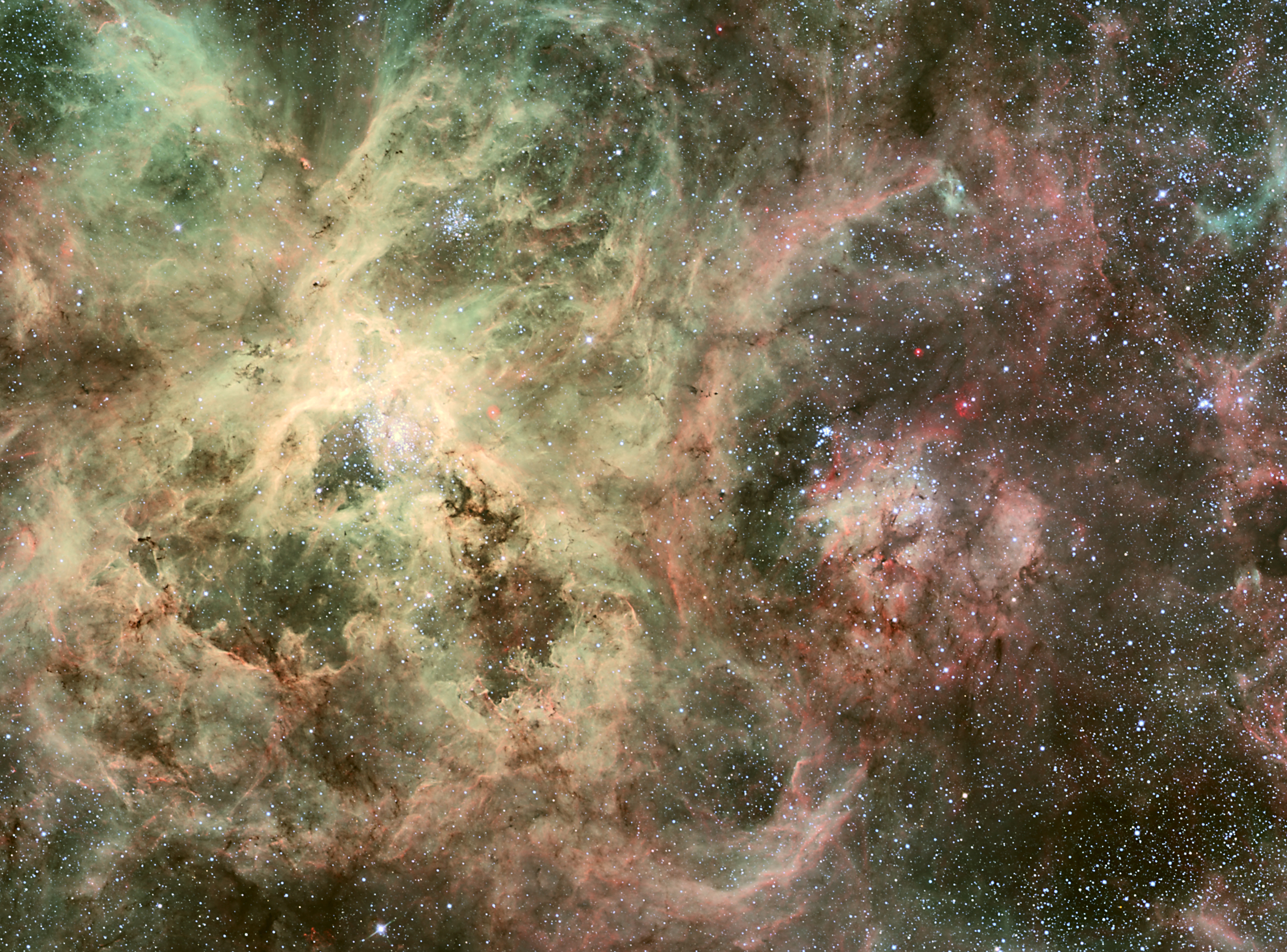
Khu vực xung quanh Tinh vân Nhện Đỏ
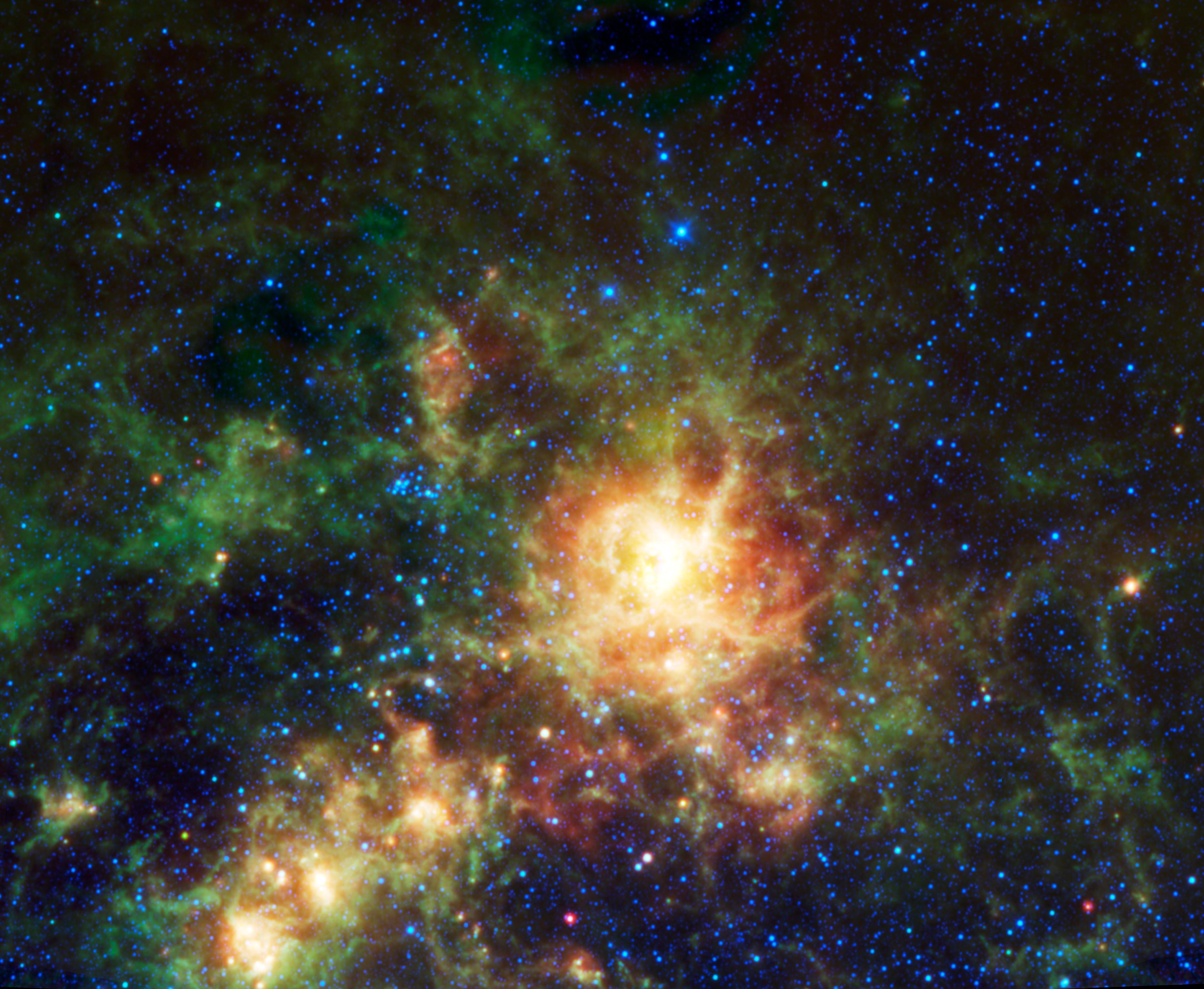
Tinh vân Nhện Đỏ từ Vệ tinh Thăm dò Khảo sát Hồng ngoại Phạm vi rộng (WISE)
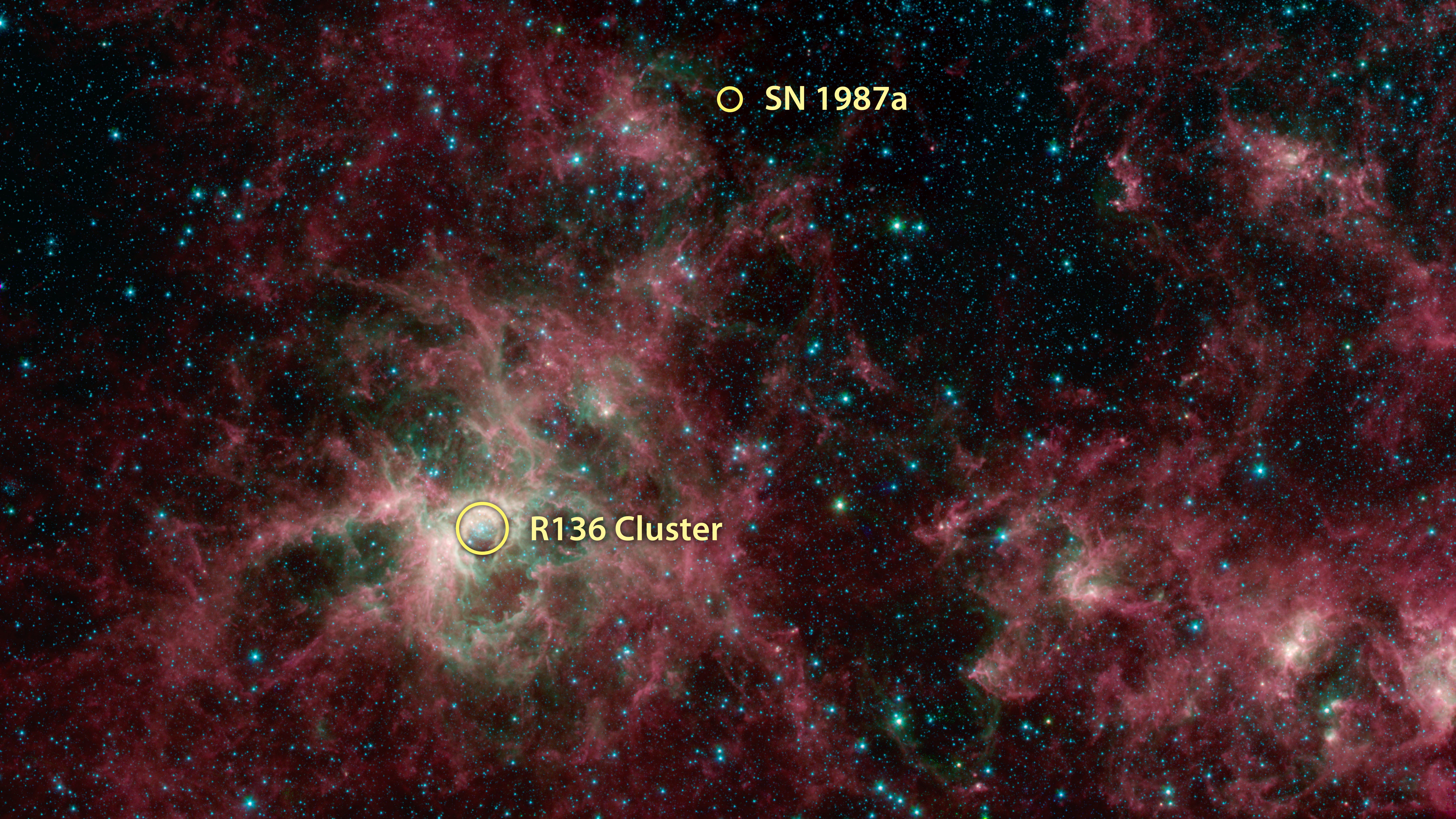
Hình ảnh Tinh vân Tarantula với Kính viễn vọng Không gian Spitzer tháng 1 năm 2020
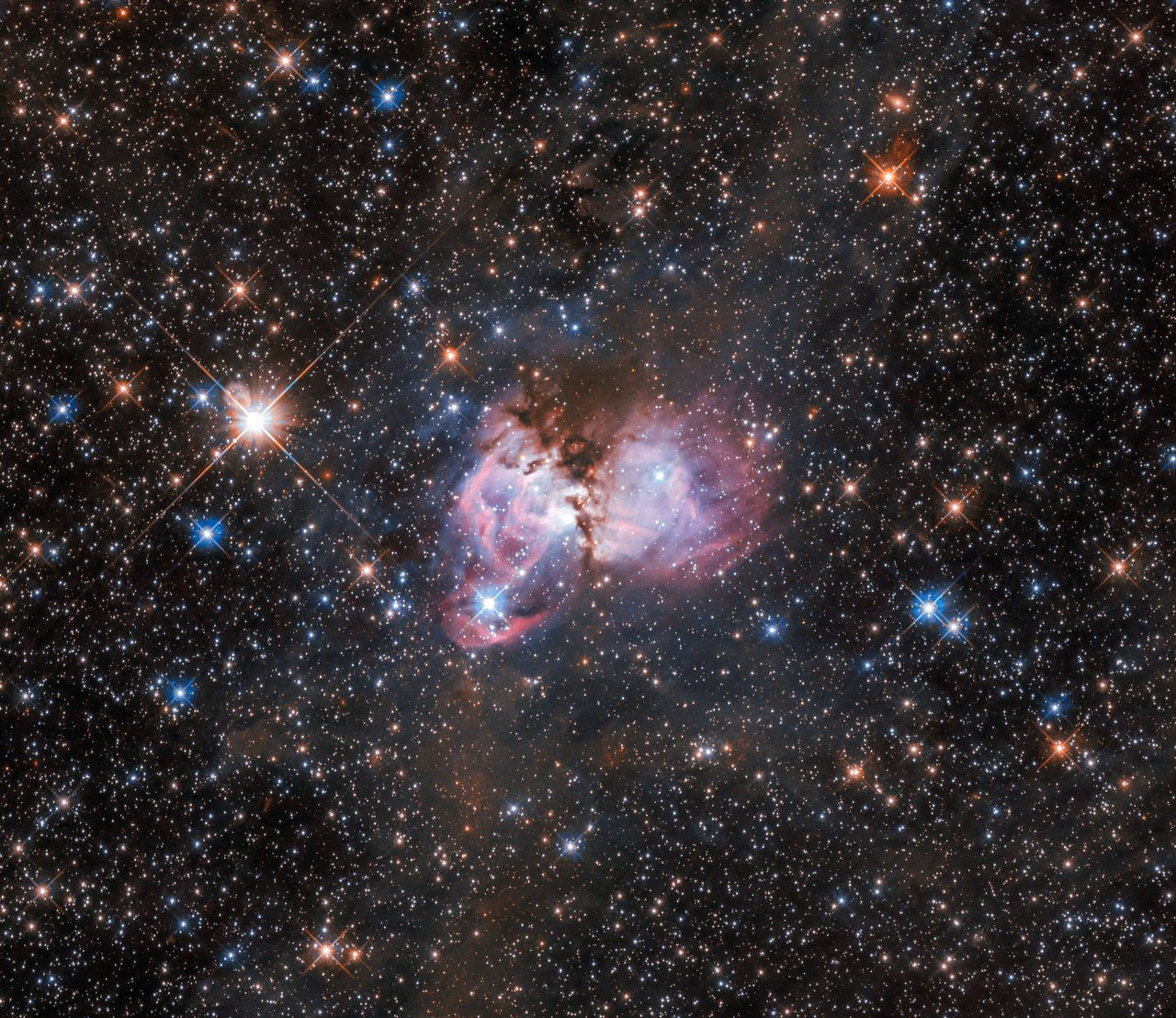
Một cấu trúc con với Tinh vân Nhện Đỏ